# Clima subtropical

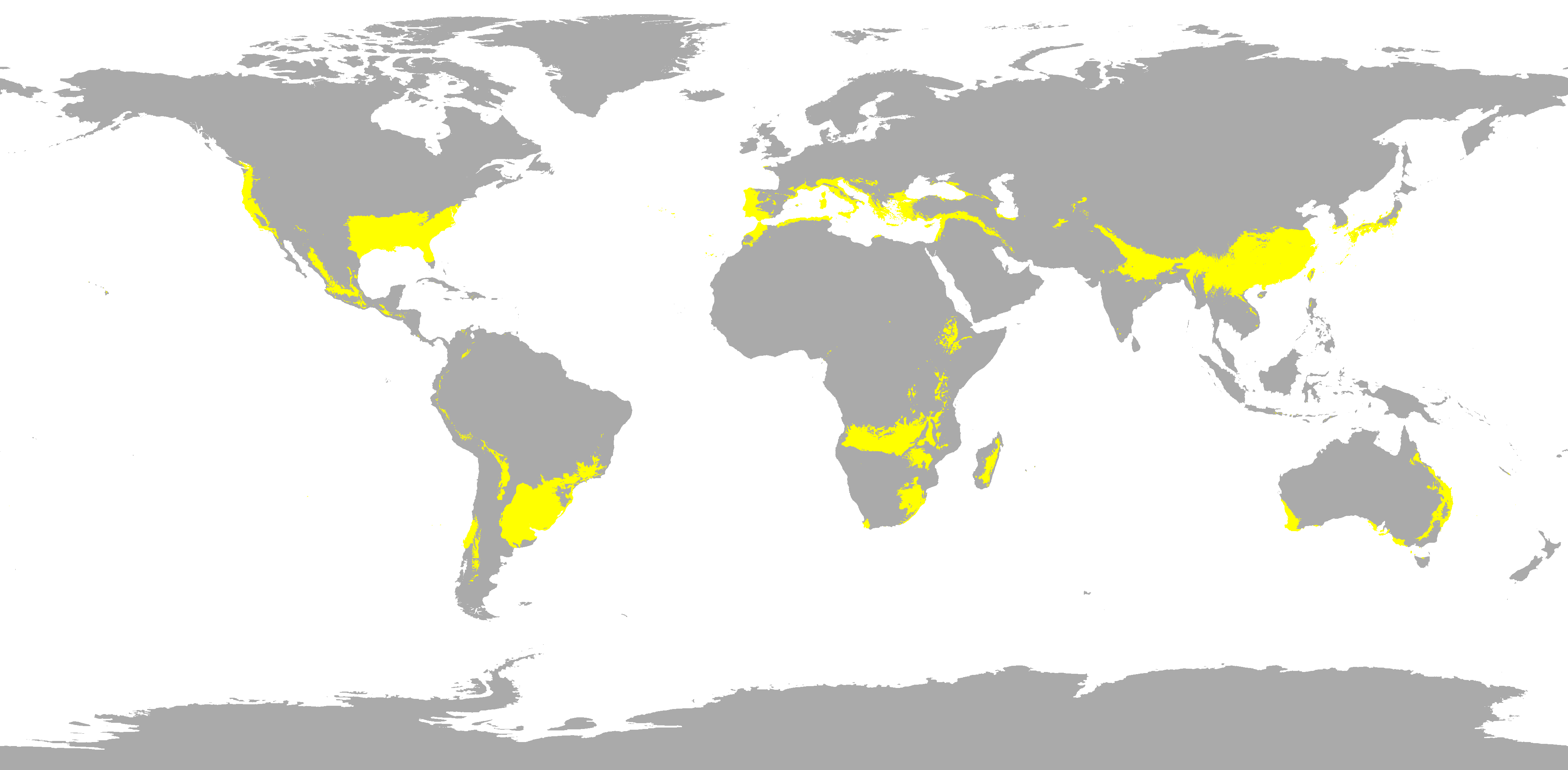
Les zones de clima subtropical del món (en groc), segons Köppen.

Clima subtropical és el tipus de clima amb característiques intermèdies entre els climes pròpiament tropicals i el clima subàrtic. Inclou el clima mediterrani, com a clima subtropical sec i el clima subtropical humit.

## Zona subtropical
La zona subtropical es troba en l'hemisferi nord entre la latitud 40° i 25° Nord i en l'hemisferi sud en les latituds 20° i 35° Sud.
Exemples de llocs amb clima subtropical són la península de Florida, el sud-est de la Xina (Yunnan, Xiamen, Nanjing, Nanning, Txangxa, Txongqing, Txengdu, Wuhan, Xangai i Hong Kong) i les illes Macaronèsiques (Canàries, Açores, Madeira i Cabo Verde). A la península Ibèrica, n'hi ha uns quants llocs a la costa andalusa meridional, com Motril, Màlaga i Estepona.

## Característiques
- La temperatura mínima al nivell del mar és inferior als 18°C, però generalment superior als 10 °C.
- Les temperatures mitjanes dels 6 mesos més càlids superen els 20 °C.
- Les precipitacions en aquest clima són variables. Poden ser abundants o del tipus desèrtic, i s'estableixen aleshores subdivisions entre clima subtropical humit, subhumit, sec o desèrtic.